# Albertina Machado
Maria Albertina Pinto Machado (nascida a 25 de dezembro de 1961) é uma atleta de fundo portuguesa. Ela competiu na maratona feminina nos Jogos Olímpicos de Verão de 1996.